# Archiaphyosemion guineense
Aphyosemion guineense és una espècie de peix de la família dels aploquèilids i de l'ordre dels ciprinodontiformes. Es troba a Àfrica: Guinea, Sierra Leone i Libèria. Els mascles poden assolir els 7 cm de longitud total.